# Романовский, Ян Непомук
Романо́вский, Ян Непомук (Romanowski; 1831—1861) — польский историк.

## Работы
Его труды: «De Conradis, Masoviae ducis, atque ordinis Cruciferorum prima mutuaque conditione» (Познань, 1859) и «Otia cornicensia» (ib., 1860) — собрание исторических и библиографических документов по церковной истории Польши, и в частности балтийских провинций.